# Tylomys panamensis
Tylomys panamensis is een zoogdier uit de familie van de Cricetidae. De wetenschappelijke naam van de soort werd voor het eerst geldig gepubliceerd door Gray in 1873.

## Voorkomen
De soort komt voor in Panama.